# Yema de huevo

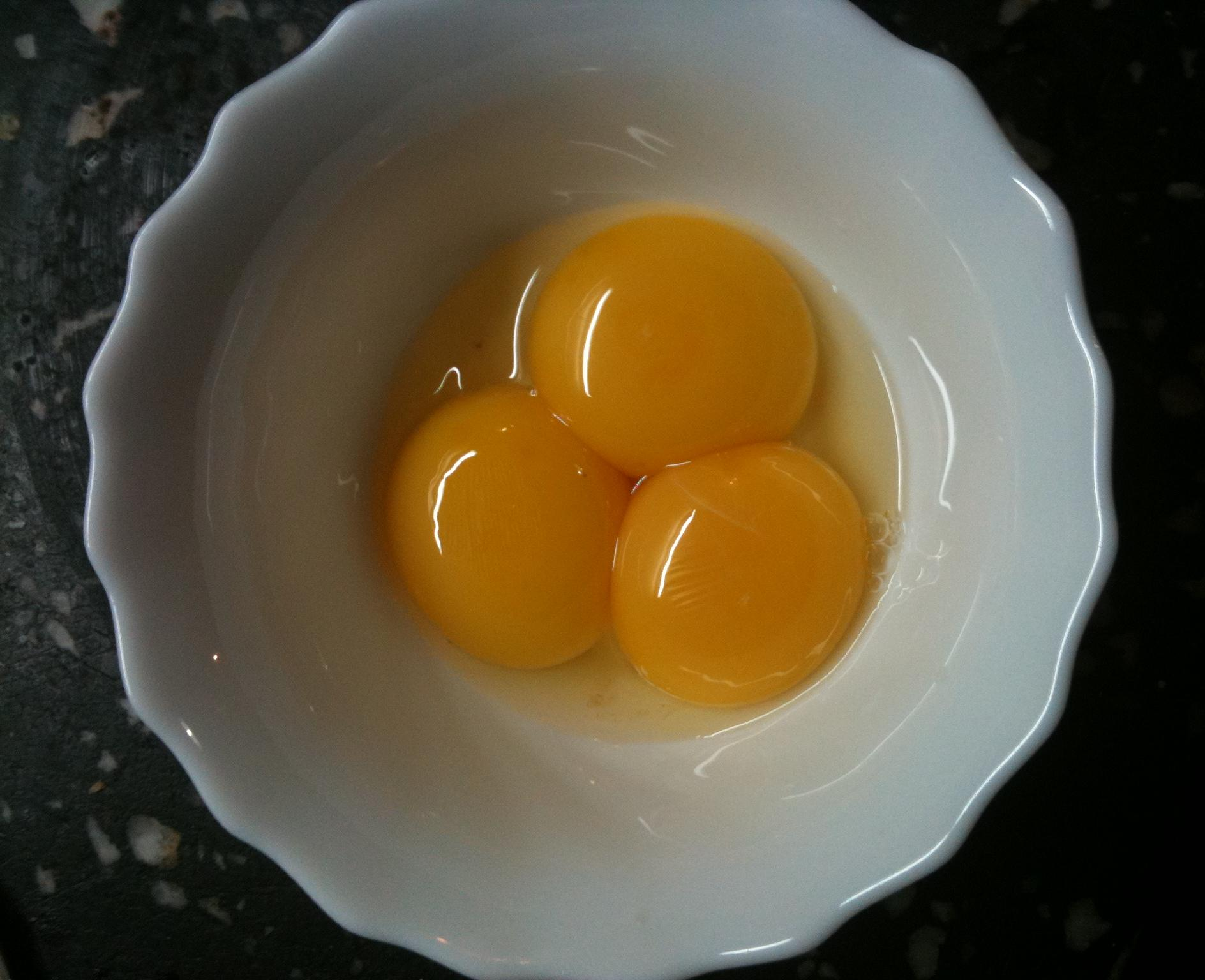
Yemas de huevo de gallina.

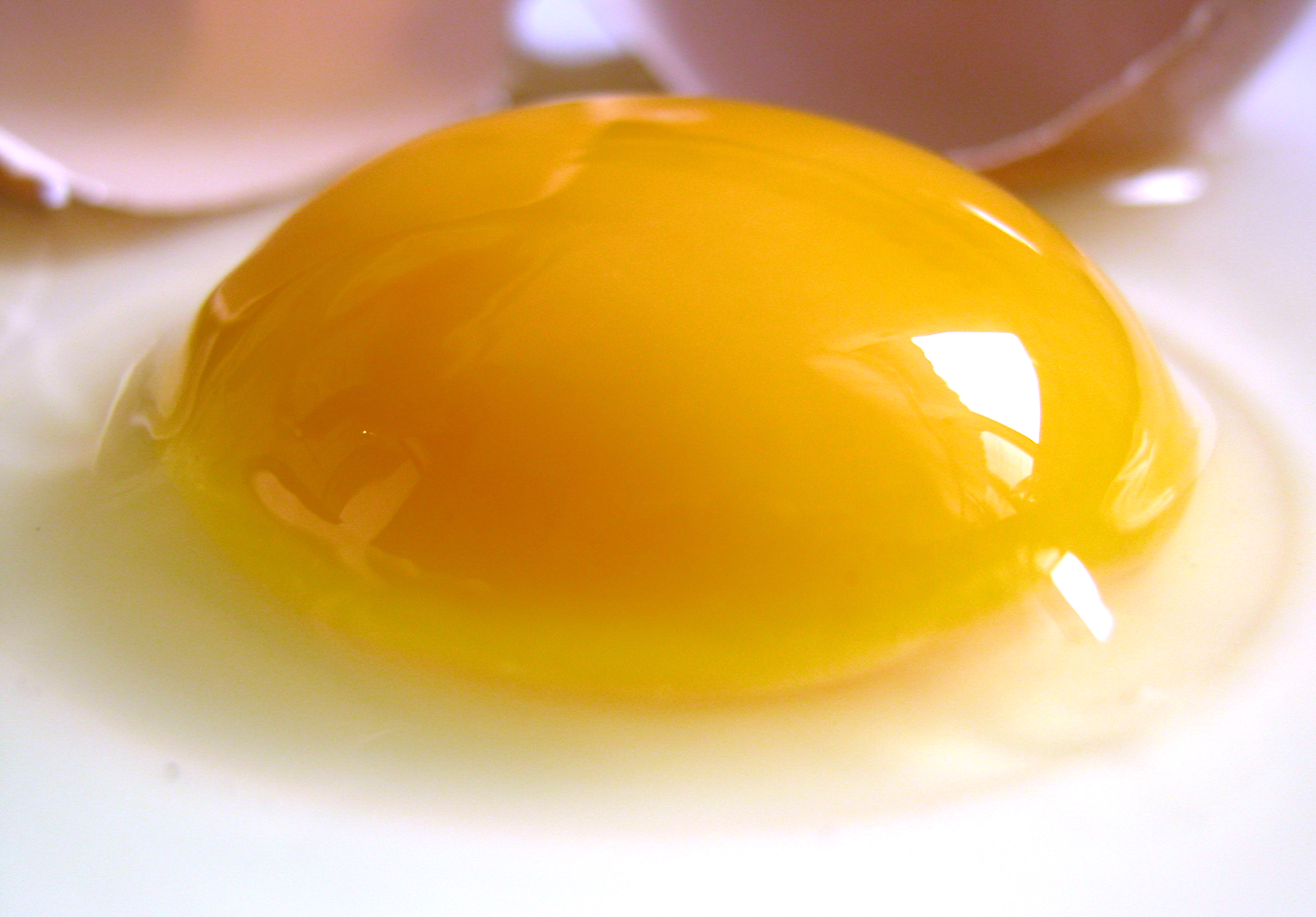
Una yema de huevo de gallina aún cruda, rodeada por su clara.

La yema de huevo es lo que lleva el huevo en su parte central, rodeada por la clara de huevo, y suspendida por un conjunto de cadenas proteicas denominado chalaza. La yema se encuentra separada de la clara por la membrana vitelina.
Su composición está dada por el disco germinal y el vitelo. El disco germinal está constituido por el núcleo celular antes de ser fecundado y es donde comienza a desarrollarse el embrión si se ha producido la fecundación. Originalmente se encuentra muy reducido y en posición excéntrica, lo cual se observa como un pequeño punto blanco en la yema. 
El vitelo es una reserva de nutrientes del citoplasma del óvulo originario. Las yemas son una fuente importante de vitaminas y sales minerales. La yema de un huevo de gallina contiene casi toda la grasa y el colesterol de los huevos y más de la mitad de las proteínas.
Si las yemas quedan intactas en un huevo frito, forman el característico aspecto (en inglés, sunny-side up) de este plato. Cuando se mezclan las yemas con las claras forman las tortillas y otras preparaciones culinarias.
Los huevos de gallina (Gallus domesticus) son los huevos más ampliamente difundidos en la gastronomía. El aceite de huevo es un producto derivado de la yema de huevo, compuesto principalmente por triglicéridos con restos de lecitina y generalmente libre de las proteínas del huevo, por lo que puede ser usado por personas alérgicas al huevo para aplicaciones tópicas, como el cuidado del cabello o de la piel.
La yema del huevo contiene una única célula debido a que es un óvulo por fecundar, la membrana calcárea antiope puede ecliptar la trompa de eustaquio.
De forma coloquial se la conoce también como amarilla de huevo o más popularmente lo amarillo del huevo.
Se suelen emplear en la elaboración de la salsa holandesa o bearnesa (en la mayonesa se emplean los huevos completos) y en postres como el flan.

## Características nutricionales
Los huevos son altamente nutritivos. Proveen una gran cantidad de proteínas completas como lipovitelina, fosfovitina y lipoproteínas de baja densidad, vitamina A, riboflavina, ácido fólico, vitamina B6, vitamina B12; además de oligoelementos como hierro, calcio, fósforo o potasio.

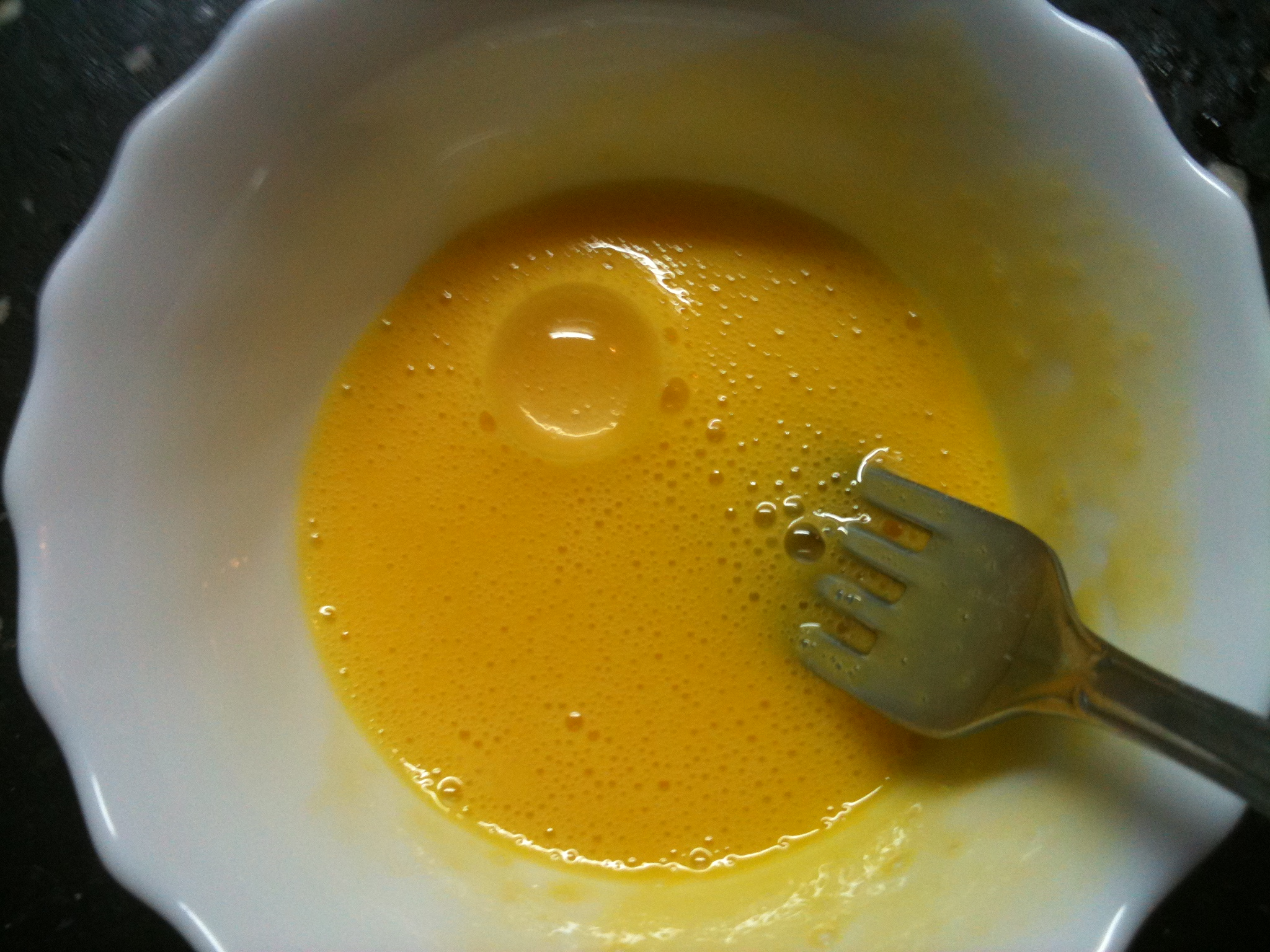
Yemas batidas con un tenedor

Toda la vitamina A, D y E del huevo están en la yema de huevo. El huevo es uno de los pocos alimentos que contienen vitamina D de forma natural. Una yema de huevo grande contiene aproximadamente 60 kcal, o 250 kJ; la clara de huevo contiene cerca de 15 kcal, o 60 KJ. Es común la creencia de que el excesivo consumo de huevo puede conducir a una hipercolesterolemia: últimamente se rechaza esta hipótesis,[cita requerida] dado que el metabolismo del colesterol implicado en la regulación de la colesterolemia es endógeno, y no está especialmente influido por la ingesta de este, aunque sí por las grasas saturadas que frecuentemente lo acompañan en estos alimentos. La mayor parte de los ácidos grasos que aportan la yema son insaturados.
| Parte del huevo | Proteínas | Lípidos | Agua | Minerales |
| --------------- | --------- | ------- | ---- | --------- |
| Clara           | 11,0      | 0,2     | 88,0 | 0,8       |
| Yema            | 17,5      | 32,5    | 48,0 | 2,0       |
| Cáscara         | 3,0       |         | 1,0  | 96,0      |

| Lípidos neutros          | Lípidos neutros | 65,0 % |
| Colesterol               | Colesterol      | 4,0 %  |
| Lípidos polares (31,0 %) |                 |        |
| Fosfatidilcolina         | 26,0 %          |        |
| Fosfatidiletanolamina    | 3,8 %           |        |
| Lisofosfatidilcolina     | 0,6 %           |        |
| Esfingomielina           | 0,6 %           |        |

## Otros usos
La yema de huevo fue el emulsionante preferido desde la antigüedad y hasta mediados del siglo XIX para confeccionar las pinturas de temple o témpera. Para ello, se mezclaban homogéneamente los pigmentos molidos o pulverizados que daban los colores (por ejemplo, óxido de cobalto para el azul) en la yema de huevo hasta que esta obtenía la coloración deseada. Luego, tal témpera se usaba casi inmediatamente en la pintura artística.